# Paratanus magniceps
Paratanus magniceps är en insektsart som beskrevs av Rauno E. Linnavuori 1959. Paratanus magniceps ingår i släktet Paratanus och familjen dvärgstritar. Inga underarter finns listade i Catalogue of Life.